# NGC 3098
NGC 3098 je galaksija u zviježđu Lavu.

## Vanjske poveznice
- SEDS: NGC 3098